# Tajpej
Tajpej (chiń. 台北 lub 臺北; pinyin Táiběi; pe̍h-ōe-jī Tâi-pak) – stolica Republiki Chińskiej (Tajwanu), położona w północnej części wyspy i tworząca razem z Nowym Tajpej oraz Taoyuan aglomerację liczącą około 9 milionów mieszkańców. Znajdujące się na północnym krańcu wyspy, Tajpej jest enklawą miasta Nowe Tajpej. Większość miasta znajduje się w kotlinie i jest ograniczona przez dwie stosunkowo wąskie doliny rzek Keelung i Xindian, które łączą się, tworząc rzekę Danshui (Tamsui) wzdłuż zachodniej granicy miasta. Za czasów dynastii Qing, miasto było stolicą prefektury i przez krótki czas prowincji Tajwan; pod rządami kolonialnymi Japonii nosiło nazwę Taihoku. Tajpej stało się stolicą prowincji Tajwan w ramach Republiki Chińskiej w 1945 roku i stało się jej stolicą w 1949 roku, kiedy nacjonalistyczny Kuomintang stracił kontynentalne Chiny na rzecz komunistów, na skutek chińskiej wojny domowej.

## Klimat

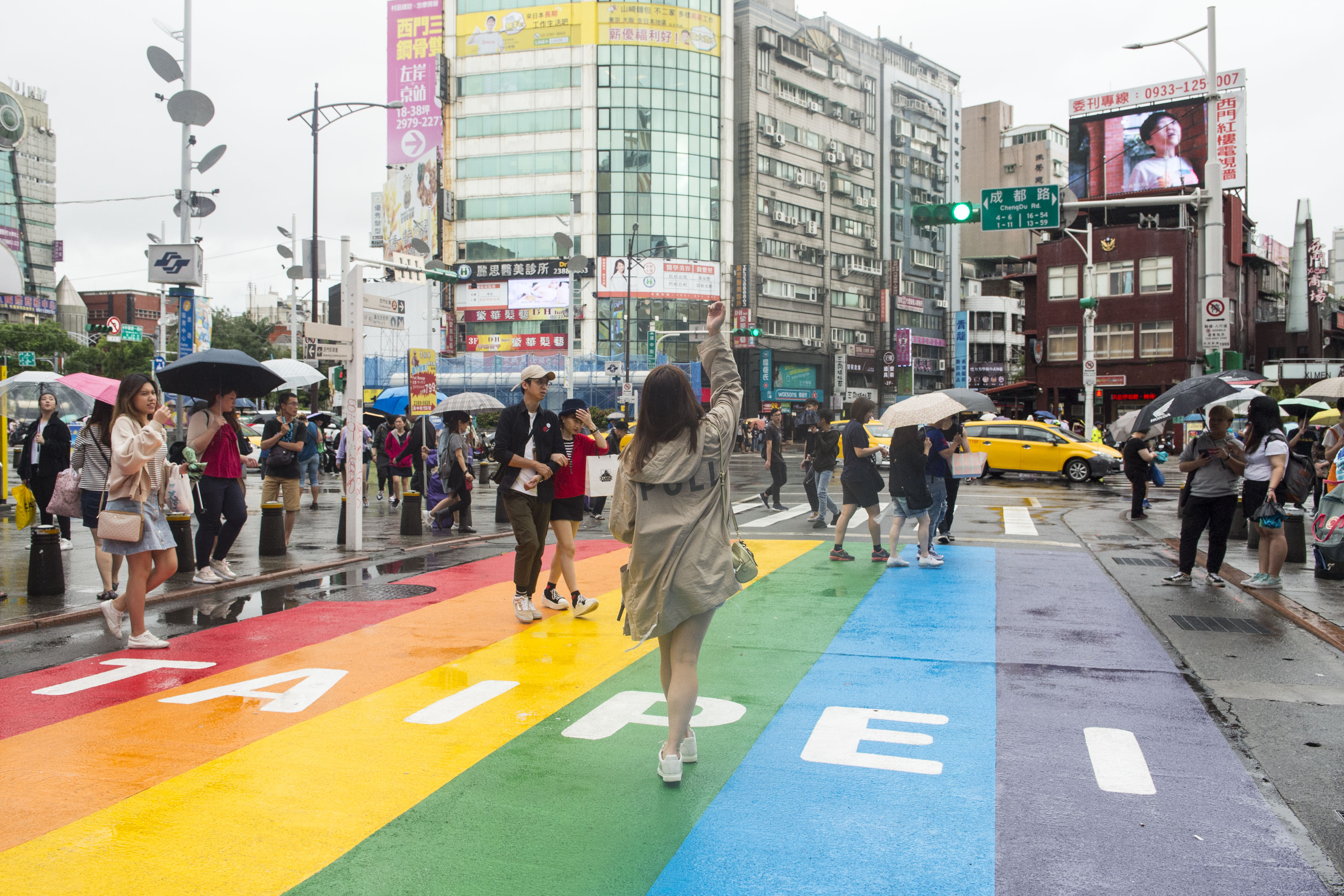

Miasto leży w strefie klimatów zwrotnikowych, z odmianą wilgotną i silnie zaznaczoną cyrkulacją monsunową. Średnia roczna temperatura wynosi 23 °C. Suma rocznych opadów wynosi aż 2163 mm. Tajpej czasem nawiedzają silne tajfuny.

## Historia
Miasto zostało założone w 1708 przez imigrantów z południowo-wschodnich prowincji chińskich. Rozwijało się powoli jako lokalny ośrodek handlowy z targiem oraz portem na rzece Danshui. Szybszy rozwój nastąpił w XIX w., kiedy w mieście pojawiły się brukowane ulice i mury obronne. W 1895 roku miasto, w wyniku I wojny chińsko-japońskiej, dostało się w ręce Japończyków. W trakcie japońskiej okupacji Tajpej (noszące wówczas japońską nazwę Taihoku) zostało rozbudowane i zmodernizowane. W 1932 roku liczyło już 600 tys. mieszkańców. W 1945 po II wojnie światowej, po klęsce Japończyków, Tajpej powróciło pod rządy chińskie. Po przejęciu przez komunistów władzy w Chinach (1949) Tajpej stało się stolicą emigracyjnego rządu Czang Kaj-szeka. Z tego powodu przeżywało duży napływ imigrantów. W późniejszym okresie liczba mieszkańców zaczęła się stabilizować, a miasto dynamicznie rozwijać. W 1967 roku otrzymało status miasta wydzielonego.

## Gospodarka
Tajpej razem z Nowym Tajpej jest największym ośrodkiem gospodarczym Tajwanu. Działa w nim wiele tysięcy przedsiębiorstw i zakładów przemysłowych. Miasto jest międzynarodowym ośrodkiem handlowym i miejscem organizacji światowych targów informatycznych. Co roku prezentuje się na nich najnowsze technologie gromadzenia i przetwarzania danych. W Tajpej dominuje przemysł elektroniczny. Inne gałęzie to: przemysł metalowy, maszynowy, samochodowy, rafineryjny, meblowy, odzieżowy i spożywczy. Około 80% ludności pracuje w usługach, reszta w przemyśle. Tajpej jest największym na wyspie ośrodkiem finansowym. W mieście działają giełda, banki, stacje telewizyjne i radiowe. Światowy producent nośników muzyki mechanicznej i filmów. Ponadto ośrodek kultury i szkolnictwa wyższego.

## Transport
Transport w mieście jest dobrze rozwinięty, chociaż centrum jest bardzo mocno zakorkowane. Bardzo dobrze rozwinięta jest sieć metra (6 linii, 131 stacji) obsługująca oprócz samego Tajpej także okoliczne miasta i miasteczka, wchodzące obecnie w skład miasta Nowe Tajpej (Xinbei). Jednak ze względu na górzyste ukształtowanie terenu, głównym ośrodkiem transportu miejskiego pozostają autobusy (istnieje około 250 linii autobusowych). Tajpej jest ważnym węzłem linii autobusowych obsługujących całą wyspę Tajwan. Tajpej jest także węzłem kolejowym, zarówno sieci kolei tradycyjnej, jak i niezależnej od niej sieci kolei ekspresowej. Dobrze rozwinięty jest transport lotniczy ze względu na pewne odizolowanie miasta od świata (położenie na górzystej wyspie, brak bezpośredniego dostępu do morza). Istnieje lotnisko Taoyuan (do 2006 roku im. Czang Kaj-szeka) obsługujące międzynarodowy ruch pasażerski oraz lotnisko Songshan obok centrum miasta, obsługujące loty krajowe.

## Podział administracyjny
Miasto Tajpej dzieli się na 12 dzielnic:
| Nazwa      | Chiński | Populacja (2010) | Powierzchnia (km²) |
| ---------- | ------- | ---------------- | ------------------ |
| Beitou     | 北投區  | 249 206          | 56,8216            |
| Da’an      | 大安區  | 311 565          | 11,3614            |
| Datong     | 大同區  | 124 600          | 5,6815             |
| Nangang    | 南港區  | 114 023          | 21,8424            |
| Neihu      | 內湖區  | 270 245          | 31,5787            |
| Shilin     | 士林區  | 284 539          | 62,3682            |
| Songshan   | 松山區  | 208 434          | 9,2878             |
| Wanhua     | 萬華區  | 189 099          | 8,8522             |
| Wenshan    | 文山區  | 262 307          | 31,509             |
| Xinyi      | 信義區  | 225 092          | 11,2077            |
| Zhongshan  | 中山區  | 220 126          | 13,6821            |
| Zhongzheng | 中正區  | 159 536          | 7,6071             |

## Atrakcje turystyczne
- wieżowiec Taipei 101 – jeden z najwyższych budynków na świecie (ponad 500 m wysokości)
- Biuro Prezydenta
- Hala Pamięci Czang Kaj-szeka
- Narodowe Muzeum Pałacowe
- świątynia Longshan
- świątynia Konfucjusza
- świątynia Bao’an
- świątynia Xingtian
- świątynia Zhinan

## Miasta partnerskie
- Anchorage, Stany Zjednoczone
- Asunción, Paragwaj
- Atlanta, Stany Zjednoczone
- Bandżul, Gambia
- Bissau, Gwinea Bissau
- Boston, Stany Zjednoczone
- Cleveland, Stany Zjednoczone
- Dakar, Senegal
- Daegu, Korea Południowa
- Dallas, Stany Zjednoczone
- Dżudda, Arabia Saudyjska
- Gold Coast, Australia
- Guam, Stany Zjednoczone
- Gwatemala, Gwatemala
- Ho Chi Minh, Wietnam
- Houston, Stany Zjednoczone
- Hrabstwo Orange, Stany Zjednoczone
- Indianapolis, Stany Zjednoczone
- Johannesburg, RPA
- Kotonu, Benin
- La Paz, Boliwia
- Lilongwe, Malawi
- Lomé, Togo
- Los Angeles, Stany Zjednoczone
- Majuro, Wyspy Marshalla
- Malabon, Filipiny
- Managua, Nikaragua
- Manila, Filipiny
- Marshall, Stany Zjednoczone
- Mbabane, Eswatini
- Monrovia, Liberia
- Oklahoma City, Stany Zjednoczone
- Panama, Panama
- Penang, Malezja
- Perth, Australia
- Phoenix, Stany Zjednoczone
- Pretoria, RPA
- Quezon City, Filipiny
- Ryga, Łotwa
- San Francisco, Stany Zjednoczone
- San José, Kostaryka
- San Nicolás de los Garza, Meksyk
- San Salvador, Salvador
- Santo Domingo, Dominikana
- Seul, Korea Południowa
- Tegucigalpa, Honduras
- Tokio, Japonia
- Ułan Bator, Mongolia
- Ułan Ude, Rosja
- Wagadugu, Burkina Faso
- Warszawa, Polska
- Wersal, Francja
- Wilno, Litwa